# Кайтаярви (озеро, Суоярвский район)
Ка́йтая́рви (фин. Kaitajärvi) — озеро на территории Найстенъярвского сельского поселения Суоярвского района Республики Карелия.
Площадь озера — 1,2 км², площадь водосборного бассейна — 1030 км². Располагается на высоте 140,0 метров над уровнем моря.
Форма озера лопастная, продолговатая: вытянуто с северо-запада на юго-восток. Берега изрезанные, каменисто-песчаные, местами заболоченные.
Через озеро протекает река Тарасйоки.
В озере расположены шесть островов различной площади.
На северо-восточном берегу озера расположен посёлок Тойвола, через который проходит автомобильная дорога 86К-14«Суоярви — Юстозеро — (через Поросозеро) — Медвежьегорск». До 2003 года озеро служило источником водоснабжения и приемником коммунально-бытовых сточных вод посёлка Тойвола.
Название озера переводится с финского языка как «узкое озеро».
Код объекта в государственном водном реестре — 01040100111102000016801.